# Belvis de Monroy (ort i Spanien)
Belvis de Monroy är en ort i Spanien.   Den ligger i provinsen Provincia de Cáceres och regionen Extremadura, i den centrala delen av landet, 180 km väster om huvudstaden Madrid. Belvis de Monroy ligger 385 meter över havet och antalet invånare är 593.
Terrängen runt Belvis de Monroy är platt norrut, men söderut är den kuperad. Runt Belvis de Monroy är det mycket glesbefolkat, med 5 invånare per kvadratkilometer. Närmaste större samhälle är Navalmoral de la Mata, 9,9 km nordost om Belvis de Monroy. Omgivningarna runt Belvis de Monroy är huvudsakligen savann.